# Remigio Valdés de Hoyos
 (mars 2016).
Si vous disposez d'ouvrages ou d'articles de référence ou si vous connaissez des sites web de qualité traitant du thème abordé ici, merci de compléter l'article en donnant les références utiles à sa vérifiabilité et en les liant à la section « Notes et références ».
Pour les articles homonymes, voir Valdés et Hoyos.
Remigio Valdés de Hoyos, né dans la ville industrielle de Monterrey en 1958, est un artiste mexicain.

## Biographie
Autodidacte, il fait ses débuts dans les arts plastiques à l'âge de treize ans. Cependant, sous la pression de ses parents, il fait des études en architecture à l'Université nationale autonome du Mexique. À partir de 1975, il se consacre entièrement aux arts plastiques.
En 1978, il s’installe à Paris et se forme à la gravure sur cuivre à l'atelier Lacourière-Frélaut. En 1984, il travaille avec Andrew Vlady qui dirige l’atelier d'impression lithographique Kyron, à Mexico.  En 1997, fort de son expérience au sein de l'usine Uriarte de Puebla au Mexique, il incorpore à ses œuvres les techniques de la céramique Talavera.  Puis, en 1998, il reçoit une bourse de la Fondation culturelle Starke à Berlin. À la suite de cette résidence, en 1999, il décide de s’établir à Montréal.
Tout au long de sa carrière, il a exposé ses œuvres au Mexique, en Allemagne, aux États-Unis, en France, en Belgique, au Canada, en Espagne, dans plusieurs pays asiatiques et à Cuba. En 2001, le Musée des beaux-arts de Montréal a acquis son triptyque Cielo pour sa collection permanente.  Dernièrement[Quand ?], le vin Domaine de Viaud à Lalande-de-Pomerol en France, a choisi l’une de ses œuvres Terra Nostra, pour illustrer l’étiquette de la cuvée spéciale 2000 commercialisée en 2002 et c’est dans ce cadre que plusieurs expositions ont été organisées par le Domaine de Viaud en France et au Canada en l'an 2002, ensuite au Japon en 2005 à la ville de Tokyo où il fait également son début comme cinéaste expérimental avec un film digital de 30 minutes qui porte le même titre que l'exposition : « Wild Angels ».